# Bredviken (Kalix)
Bredviken (Fins: Preiviikki) is een dorp en baai binnen de Zweedse gemeente Kalix.
Het dorp, gelegen op de coördinaten als in het kader rechts vermeld, ligt ten zuidoosten van Kalix. Samen met Kalix en andere dorpen in de buurt vormt het een stedelijke bebouwing, die qua grootte zelden voorkomt in Norrbotten. Dit komt door de ligging aan de brede monding van de Kalixälven.
Bredviken ligt aan de Europese weg 4 en aan de inmiddels opgeheven Haparandalijn. Er wordt echter druk gewerkt aan herstel van die laatste en dan is Bredviken weer aangesloten op het treinnet van Zweden (2016).
De naam Bredviken komt in Zweden ongeveer 80 maal voor. Bredviken aan Kalixrivier betekent brede baai aan koude rivier.
Bestuurscentrum: Kalix (tätort)
Tätort: Båtskärsnäs · Bredviken · Gammelgården · Karlsborg · Morjärv · Nyborg · Påläng · Risögrund · Rolfs · Sangis · Töre
Småort: Åkroken · Björkfors · Börjelsbyn · Granholmen · Innanbäcken · Innanlandet · Kälsjärv · Lappbäcken · Målson · Månsbyn · Ryssbält · Siknäs · Storön · Stråkanäs · Sören · Vallen · Vånafjärden
Overig: Björkvattnet · Bjumisträsk · Bondersbyn · Brattlandet · Empoberget · Forsbyn · Granån · Grubbnäsudden · Grytnäs · Hällfors · Holmträsk · Hömyrfors · Kamlunge · Klinten · Korpikå · Långfors · Lantjärv · Marieberg · Moån · Östanfjärden · Östra Flakaträsk · Östra Granträsk · Övermorjärv · Räktjärv · Rian · Småkvarn · Sockenträsk · Stora Lappträsk · Storsien · Tjäruträsk · Törböle · Törefors · Västannäs · Västra Flakaträsk · Vitvattnet ·